# 王府井书店

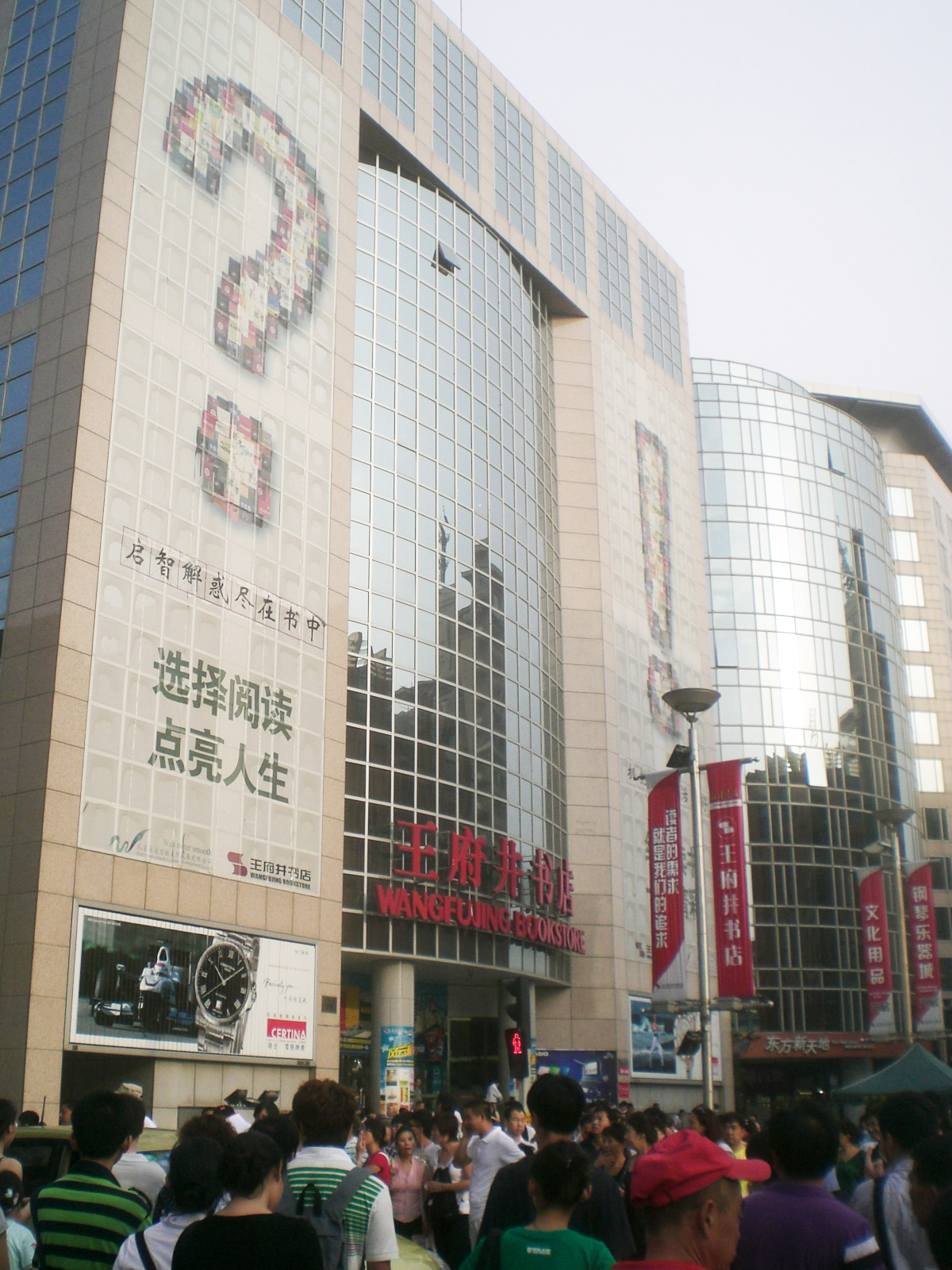
2010年的王府井书店

北京市新华书店王府井书店（通称“王府井书店”）位于中国北京市东城区王府井大街218号。

## 简介

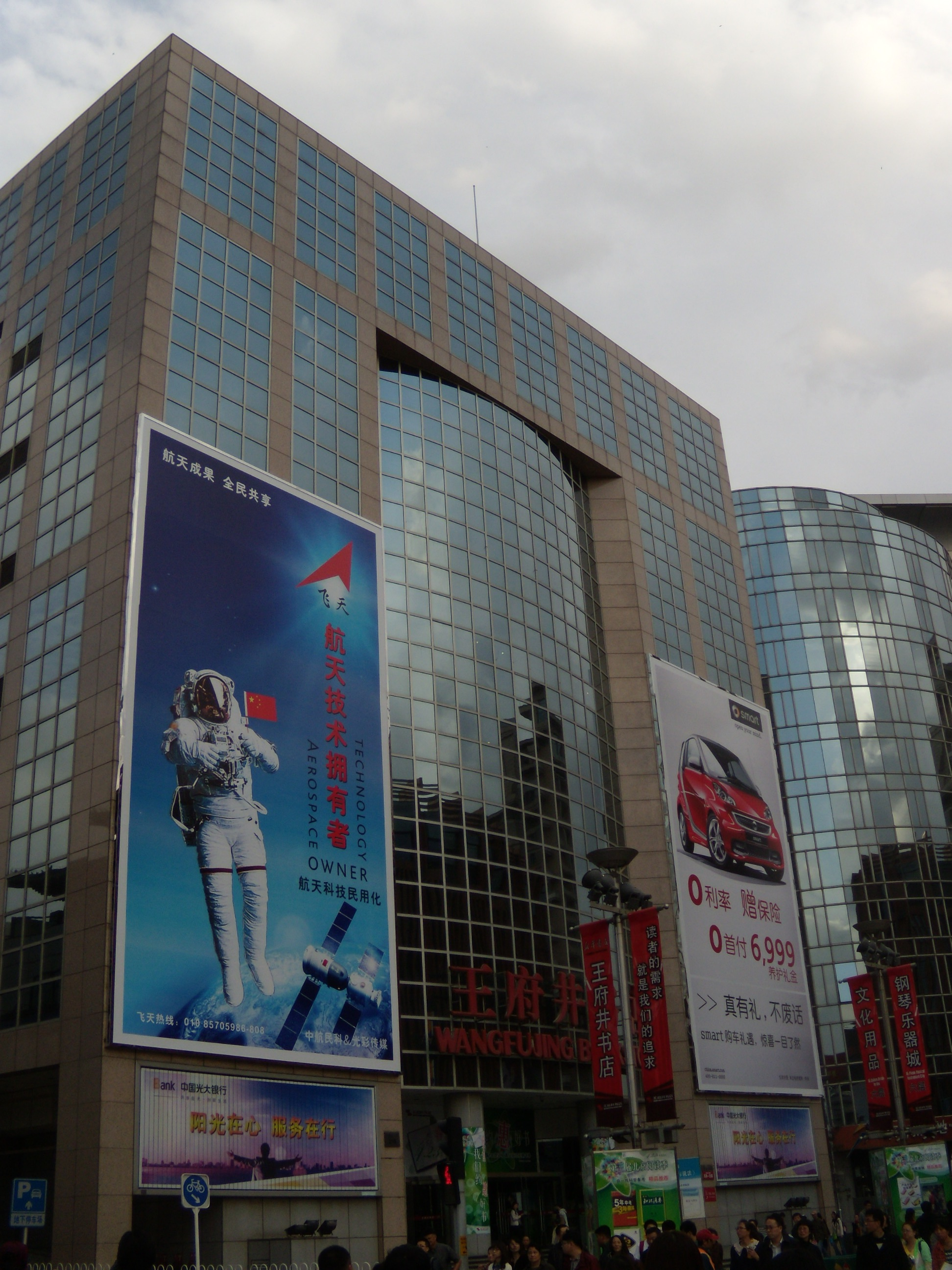
2013年的王府井书店

1949年北平和平解放后，有关部门派出专人主抓新华书店门市建设。2月10日，北平新华书店王府井第一门市部开业。这是新华书店在北平开设的第一个门市部。1959年、1960年，王府井书店先后两次获得全国及北京市文教系统的先进。
经过几度更名，1979年1月，该书店被正式命名为 “北京市新华书店王府井书店”。但读者通常称之为“王府井书店”。改革开放后，王府井书店实行了开架售书，并与数百家书店建立了特约经销关系，还举办重点图书发行仪式，或者邀知名作家签名售书。1980年代，王府井书店的图书发行量每年增长20％，年销售额由1970年的200万元增至1990年的将近一亿元，位居中国图书零售业的头名。该书店多次被评为全国书店系统红旗单位、王府井商业街十佳商店。1990年代前，王府井书店一直是中国大陆规模最大的书店，享有“新中国第一店”之誉。
1994年11月，由于北京市拆迁改造王府井大街，王府井书店被拆迁。在全国两会期间，十多位全国人大代表、全国政协委员提出保留该书店，北京市领导回应称，王府井书店重建后，位置仍会在王府井大街。1994年11月13日，王府井书店拆迁前的最后一个营业日，无数读者赶来王府井书店，同其道别。
2000年9月26日，王府井书店举行了重张典礼。新建的王府井书店总建筑面积达到17525平方米，营业面积将近一万平方米。其中六层的多功能厅是举办讲座、报告、签名售书等活动的场所。2002年1月至2003年2月，北京市东城区、崇文区、西城区、宣武区、朝阳区等城区的50家新华书店被王府井书店纳入，创办了中国图书业最大的连锁经营实体“北京市新华书店王府井连锁店”。